# BBS Technik Harald-Fissler-Schule Idar-Oberstein

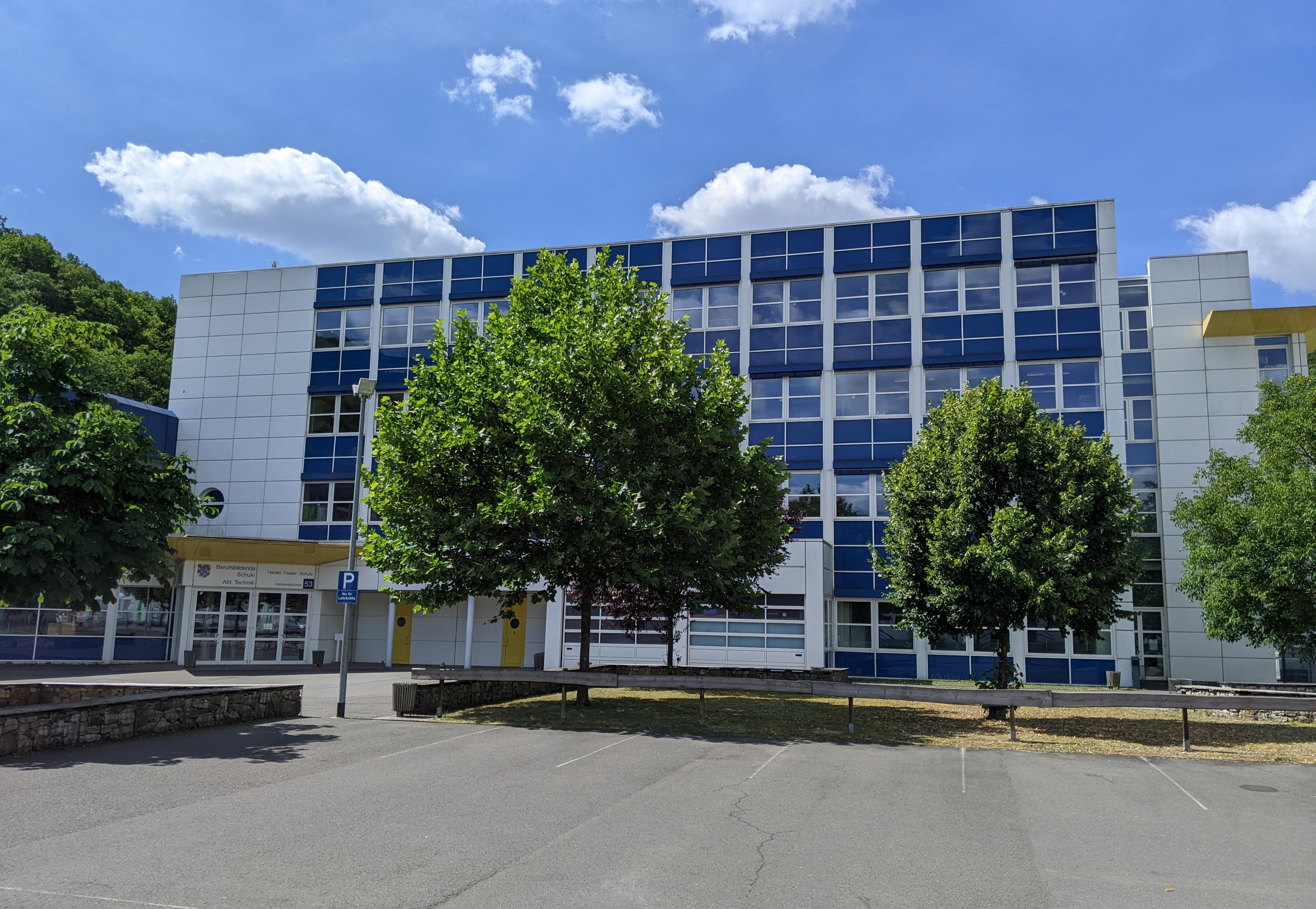
Harald-Fissler-Schule

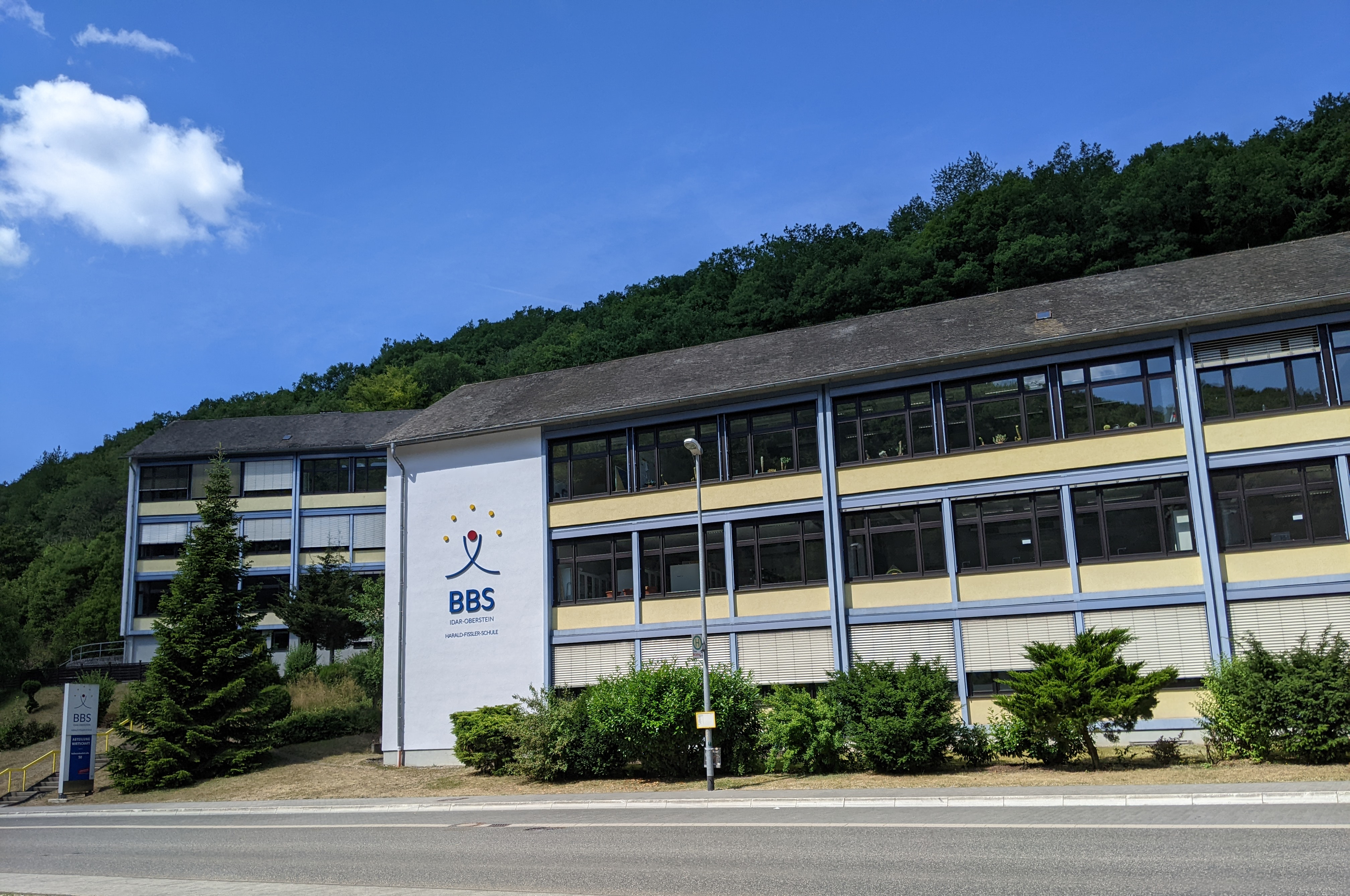
Gebäude der Abteilung Wirtschaft

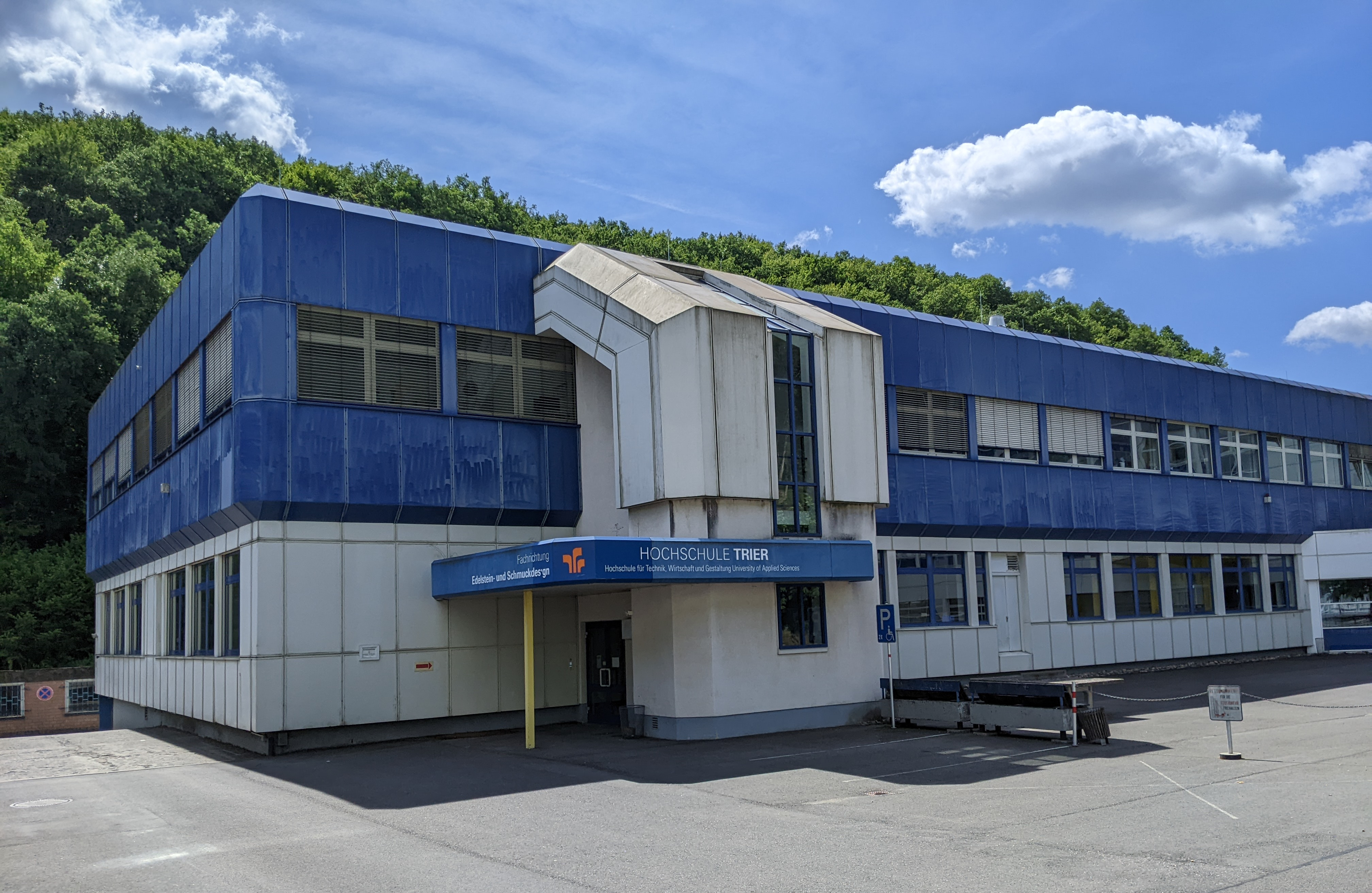
Gebäude der Hochschule Trier Edelstein- und Schmuckdesign

Die BBS Technik Harald-Fissler-Schule Idar-Oberstein ist eine  berufsbildende Schule in der Stadt Idar-Oberstein und Bestandteil des Schulzentrums Vollmersbachtal. Zudem beherbergt sie als Teil-Fachbereich der Hochschule Trier die europaweit einzige Bildungseinrichtung in der Fachrichtung Edelstein- und Schmuckdesign.

## Geschichte
Die Schule wurde am 15. November 1843 als „Gewerbeschule Oberstein“ von dem Nürnberger Kupferstecher Conrad Wießner gegründet, damals auf Impuls des Fürstentums Birkenfeld, zu dem die Stadt Oberstein gehörte. Sie entwickelte sich sehr bald zu einem Ausbildungsort für Metall- und Goldarbeiter sowie für Mechaniker und Handwerker.
Nach dem Zweiten Weltkrieg wurde die Schule als Berufs-, Berufsfach- und Fachschule des Kreises wiedergegründet und 1949 in die Kreisberufsschule Birkenfeld und die Kaufmännische Berufsschule aufgetrennt. Aus Ersterer entsprang damals die Berufsbildende Schule für Gewerbe, Hauswirtschaft und Sozialpflege. Heute ist die BBS Technik die größte Bildungseinrichtung des Landkreises Birkenfeld mit seit 1999 regelmäßig über 1300 Schülern. Im Jahre 1998 kam zudem der Bildungsgang des Technischen Gymnasiums, Fachrichtung Technik mit Schwerpunkt Umwelttechnik hinzu, dessen Bereich Technik Pflichtbestandteil des schriftlichen Abiturs ist.
Am 1. August 2017 fusionierten die BBS Technik Harald-Fissler-Schule und die Berufsbildende Schule Wirtschaft Idar-Oberstein zur BBS Idar-Oberstein Harald-Fissler-Schule.

## Namensgeber
Einstimmig beschloss der Kreistag am 25. Januar 2010, der Berufsbildenden Schule Technik in Idar-Oberstein den Namenszusatz „Harald-Fissler-Schule“ zu verleihen. Neben den unternehmerischen Erfolgen würdigt die Entscheidung das soziale und kulturelle Engagement des Seniorchefs Harald Fissler der Firma Fissler, des weltweit führenden Kochgeschirrherstellers. In der Diskussion im Kreistag stellten die Redner das beispielhafte Verantwortungsbewusstsein des Ehrenbürgers von Idar-Oberstein anlässlich seines 85. Geburtstags dar.